# Manzanal de Arriba
Manzanal de Arriba (en carballés Manzanal d'Enriba) es un municipio y localidad de la comarca de La Carballeda, en la provincia de Zamora, comunidad autónoma de Castilla y León, España.
En el municipio se encuentran las localidades de Codesal, Folgoso de la Carballeda, Linarejos, Manzanal de Arriba, Pedroso de la Carballeda, Sagallos, Sandín y Santa Cruz de los Cuérragos.

## Toponimia
El topónimo Manzanal, parece inscribirse en un tipo muy difundido en el área leonesa, el constituido por el nombre de un árbol en singular, femenino y con o sin artículo. En este sentido, "la manzanal" sería "el manzano".
El gentilicio de Manzanal de Arriba es manzanalino.

## Historia

### Prehistoria
La existencia de presencia humana en el término desde la Prehistoria se atestigua por la existencia en la Covacha del Portillón de una de las pocas muestras de arte esquemático prehistórico existente en la provincia de Zamora. Se encuentra situada al sur de Linarejos, muy cerca del Peña Mira, el punto más elevado de la sierra de la Culebra. Se trata de una pequeña cavidad de origen cuarcítico y de dimensiones reducidas (9 m de largo, 3,5 m de ancho y 3m). En ella destaca la representación de un bastón, una serie de cuatro barras o puntos de diversos tamaños y tres figuras antropomorfas, una de ellas con  un arma o bastón de mando en su brazo izquierdo.
Asimismo, al sur del paso del Portillón están las pinturas del Abrigo de Melendro, situadas en las inmediaciones del arroyo de Melendro, desde donde se puede observar la Covacha del Portillón, dato que puede indicar cierta conexión entre ambos yacimientos. Sus pinturas esquemáticas representan una serie de cuatro grupos compuestos por sucesiones de barras, realizadas en colores rojizos. En uno de los grupos aparecen sólo dos barras (40 mm de longitud), junto a otra que tiene forma de figura antropomorfa (70 mm) que está aislada.

### Edad Antigua
Por otro lado, cabe indicar que cerca del municipio atravesaba la vía romana que unía Astorga y Braga.

### Edad Media y Moderna
Posteriormente, en la Edad Media, el término actual de Manzanal de Arriba quedó integrado en el Reino de León, cuyos monarcas habrían acometido la repoblación de las localidades del municipio dentro del proceso repoblador llevado a cabo en el oeste zamorano.
Durante la Edad Moderna, algunas localidades del municipio, como Manzanal de Encima (Manzanal de Arriba) o Sandín quedaron encuadradas en la provincia de las Tierras del conde de Benavente y dentro de esta en la receptoría de Benavente, mientras que otras como Sagallos se integraban en el partido de Mombuey de la provincia de Zamora.

### Edad Contemporánea
En todo caso, al reestructurarse las provincias y crearse las actuales en 1833, todas las localidades del municipio pasaron a formar parte de la provincia de Zamora, dentro de la Región Leonesa, quedando integradas en 1834 en el partido judicial de Puebla de Sanabria.
Por otro lado, en torno a 1850 el municipio de Manzanal de Arriba se integró en el de Folgoso de la Carballeda, si bien éste pasó a renombrarse como Manzanal de Arriba en torno a 1900, sin cambiar su extensión y trasladando la capital del municipio de Folgoso a Manzanal. Finalmente, el municipio tomó su extensión actual en 1970, cuando se integró en el mismo la localidad de Codesal.

## Geografía humana

### Núcleos de población
El municipio está formado por varias localidades, que poseían la siguiente población en 2024 según el INE.
| Núcleo de población         | Población |
| --------------------------- | --------- |
| Codesal                     | 118       |
| Manzanal de Arriba          | 62        |
| Sagallos                    | 63        |
| Folgoso de la Carballeda    | 58        |
| Sandín                      | 27        |
| Pedroso de la Carballeda    | 16        |
| Linarejos                   | 10        |
| Santa Cruz de los Cuérragos | 6         |

### Demografía
Cuenta con una población de 350 habitantes (INE 2024).
| Gráfica de evolución demográfica de Manzanal de Arriba entre 1842 y 2021 |
| |
| Población de derecho según los censos de población del INE Población de hecho según los censos de población del INEEntre el censo de 1970 y el anterior, crece el término del municipio porque incorpora a 49507 (Codesal) Entre el censo de 1900 y el anterior, aparece este municipio porque cambia de nombre y desaparece el municipio 49512 (Folgoso de la Carballeda) Entre el censo de 1857 y el anterior, este municipio desaparece porque se integra en el municipio 49512 (Folgoso de la Carballeda) |

| 573                        | 511 | 459 | 439 | 393 | 358 |
| (Fuente: [cita requerida]) |     |     |     |     |     |

## Símbolos
El escudo y bandera municipales fueron aprobados oficialmente con las siguientes descripciones:

«Escudo partido: 1.º En gules, tres manzanas de oro puestas en palo. 2.º En plata, un roble arrancado, de sinople.»

«Bandera cuadrada, dividida en partes iguales, por cuatro horizontal, de blanco, rojo, amarillo y verde.»

## Monumentos y lugares de interés

### Iglesia de San Mamés
Empotrado en el muro del testero de su iglesia parroquial, descentrado, se aprovechó un fragmento de una celosía que por sus formas ha de ser del siglo X, de época mozárabe. Está trabajada en una lastra recortada en arco semicircular, en la que se horadaron cuatro estrechas aberturas a modo de saeteras, aparte de otros agujeros insinuados y sin luz. Además se añadieron dos óculos calados diminutos y un botón grande central, con forma de casco de esfera, pero sin agujerear. En un intento de demostrar con insistencia su carácter cristiano se cincelaron cuatro cruces patadas de brazos iguales. Es con todo ello una pieza interesante y abigarrada, ruda en su ejecución pues existen fallos en su simetría. Sus orígenes y el edificio para el que se hizo se desconocen. Quizás existió aquí algún ignorado cenobio o una iglesia secular en épocas lejanas.

### Otro tipo de patrimonio
- Conjunto etnológico de Santa Cruz de los Cuérragos